# Fritz de Quervain
Fritz de Quervain (Sion, 4 de mayo de 1868 - Berna, 24 de enero de 1940) fue un cirujano suizo considerado en su tiempo como una autoridad en las enfermedades de tiroides, realizó la primera descripción de un tipo de tiroiditis que más tarde recibió en su honor el nombre de tiroiditis de De Quervain o tiroiditis subaguda. También realizó publicaciones sobre una forma de tenosinovitis del tendón del músculo abductor largo del pulgar y músculo extensor corto del pulgar que se conoce como tenosinovitis de Quervain.

## Biografía
Era uno de los 10 hijos de Johann Friedrich de Quervain, predicador, y su esposa Anna, hermana de Charles F. Girard, profesor de literatura francesa en la Universidad de Basilea. En 1892 se doctoró en la Universidad de Berna y varios años más tarde fue nombrado director del departamento de cirugía del hospital de La Chaux-de-Fonds situado en el Cantón de Neuchâtel. En 1910 obtuvo el cargo de jefe del departamento de cirugía de la Universidad de Basilea y desde 1918 fue profesor de cirugía en la Universidad de Berna y director del Inselspital, sucediendo a su maestro, el Premio Nobel de medicina de 1909, Emil Theodor Kocher. Falleció a los 71 años en Berna, solo unos días después de realizar su última operación.
Fritz de Quervain perfeccionó las técnicas quirúrgicas y aplicó los principios de la asepsia a su práctica habitual. Fue pionero en la esterilización de todo el material, tanto el instrumental como los vendajes y apósitos, para ello durante su estancia en La Chaux-de-Fonds, con la ayuda de artesanos locales, diseñó un autoclave que permitía alcanzar 2 atmósferas de presión, lo que supuso una gran ventaja, pues los dispositivos que se utilizaban hasta entonces solo alcanzaban una presión de 0,5 atmósferas. Su modelo de autoclave tuvo gran aceptación y se adoptó para fabricarlo industrialmente.